# 日向大橋
日向大橋（日语：／）是日本宮崎縣的一座公路桥梁，承载日本10號國道跨越一ツ瀬川，连接兒湯郡新富町和宮崎市佐土原町，初代桥梁1954年建成，1988年新建了側道的人行桥，2016年建成新桥。